# Ossian Nylund
Ossian Rudolf Nylund (Helsínquia, 22 de abril de 1894 – Helsínquia, 19 de dezembro de 1939) é um atleta finlandês de triplo salto e pentatlo.